# Memphisgruppen

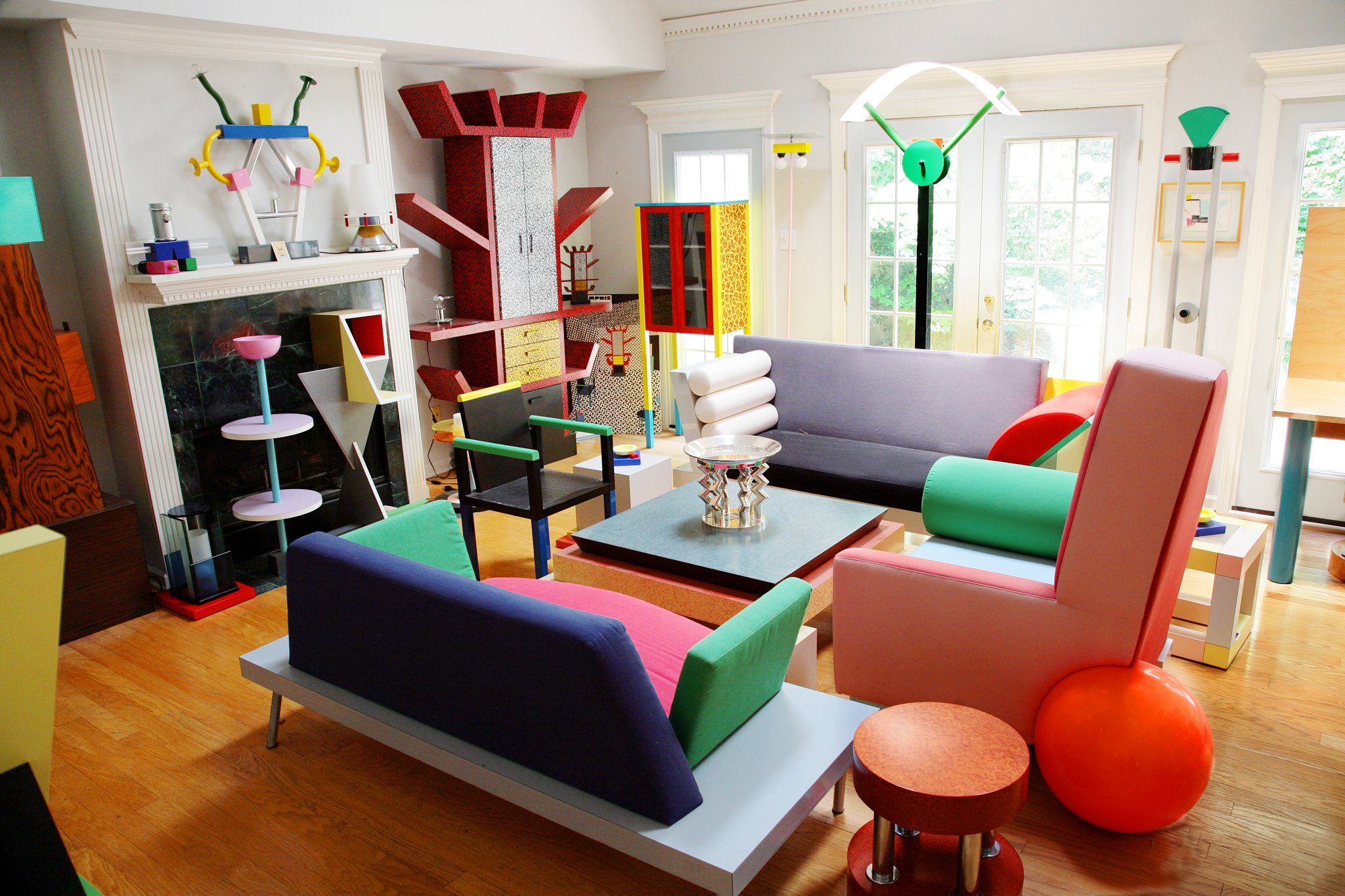
Interiör med möbler och föremål från Memphis-gruppen.

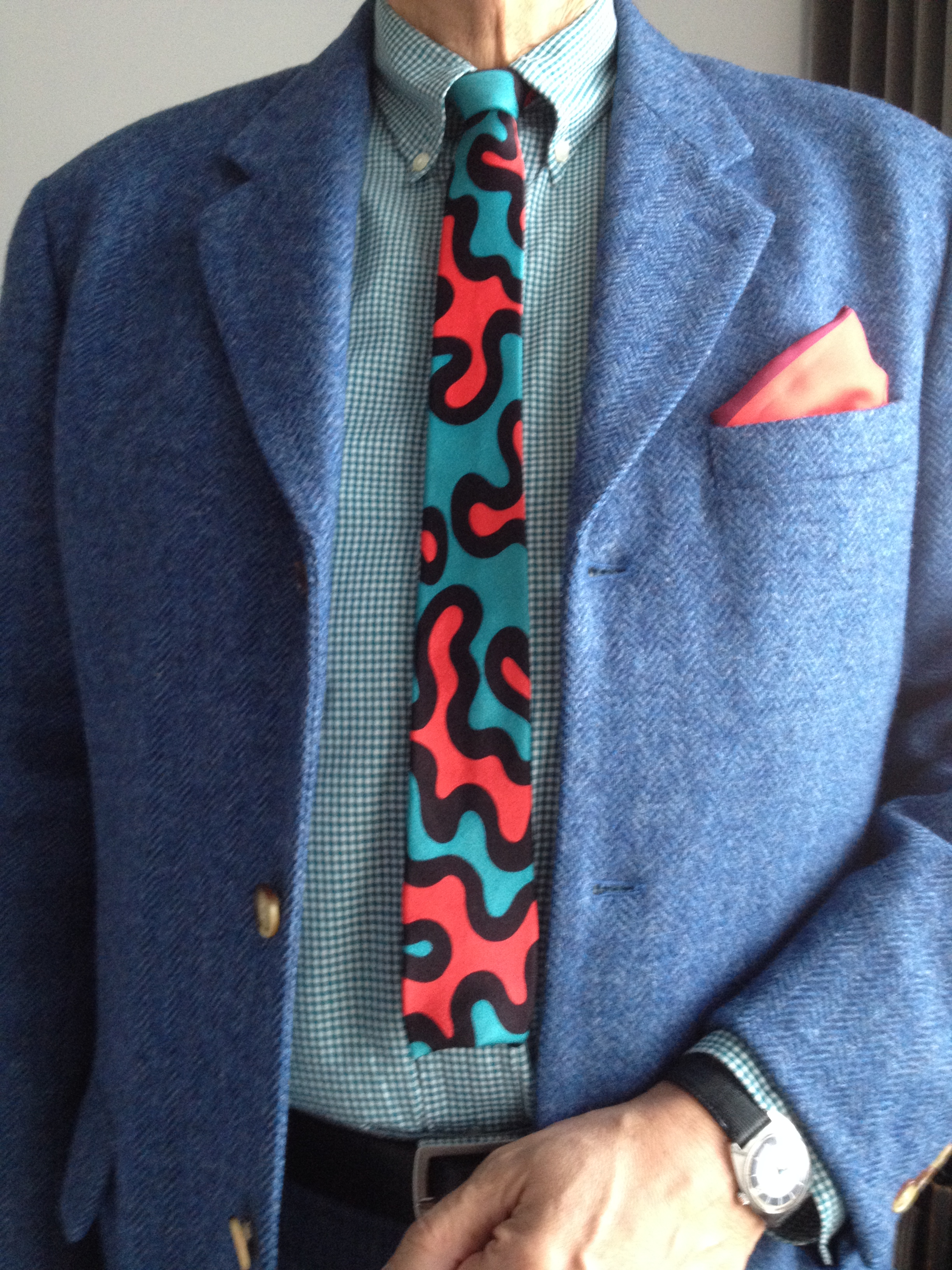
Memphis-slips i siden från mitten av 1980-talet

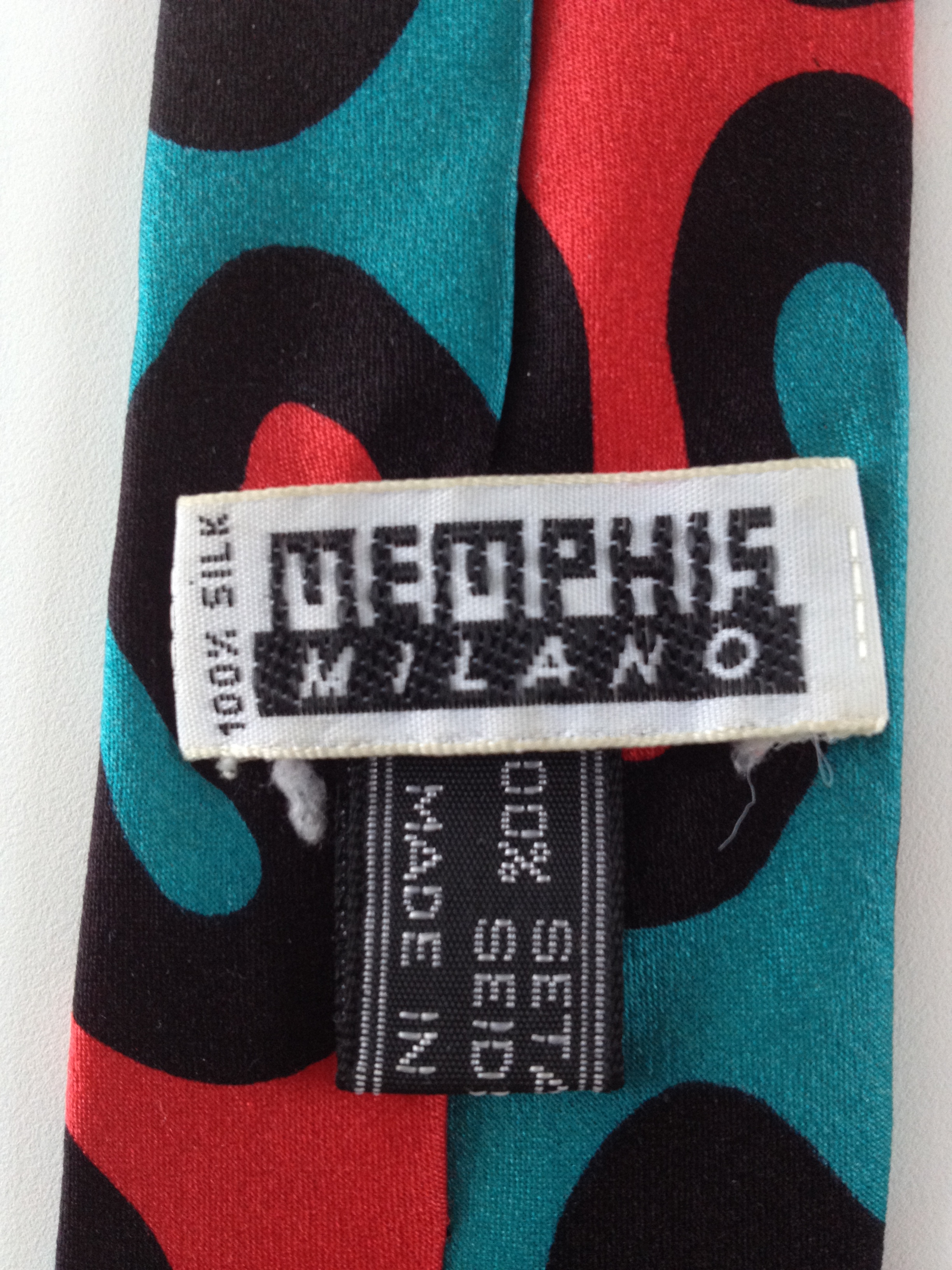
Memphis varumärke på sidenslips från 1980-talet

Memphisgruppen, även Memphis Group, var ett designerkollektiv som var verksamt mellan 1981 och 1988. De designade möbler, tyger, glas, metall och andra föremål mellan 1981 och 1987.
Mönstren var så kallat postmodernistiska, geometriska och mycket färgglada.
Memphisgruppen grundades under ledning av den italienska designern Ettore Sottsass (bland andra Olivetti Valentine) i Milano 1981. Första gången gruppen visade sina skapelser var på möbelmässan i Milano 1981. Namnet kommer från en låt av Bob Dylan, Stuck Inside of Mobile with the Memphis Blues Again. Gruppen ville bryta med dåtidens smak och skapa debatt kring formgivning. Gruppens arbete kan ses som konstverk snarare än produkter då flera av produkterna man formgav var oanvändbara och hamnade direkt på utställningar, museer och hos samlare.